# 松下知之
松下 知之（まつした ともゆき、2005年8月1日 - ）は、日本の男子競泳選手。栃木県宇都宮市出身。2024年パリオリンピック400m個人メドレー銀メダリスト。

## 経歴
宇都宮市立横川西小学校、宇都宮市立陽南中学校、栃木県立宇都宮南高等学校卒業、東洋大学在学。
2022年ジュニアパンパシフィック選手権に出場し、200m個人メドレーで銀メダル、100mバタフライと800mフリーリレーで銅メダルを獲得した。
2022年世界ジュニア選手権に出場し、200m個人メドレーで銀メダルを獲得した。
2023年世界ジュニア選手権に出場し、400m個人メドレーで優勝した。
2024年パリオリンピック競泳日本代表選考会の400m個人メドレーで派遣標準記録を突破して優勝し、オリンピック代表に内定した。
2024年7月の2024年パリオリンピックでは男子400m個人メドレーにおいて4分08秒62で2位となり、銀メダルを獲得した。